# Klauzula umowna
Klauzula umowna – fragment umowy ujęty zazwyczaj w odrębnej jednostce redakcyjnej tekstu umowy (artykule, paragrafie, punkcie) regulujący samoistnie wycinek praw i obowiązków umawiających się stron, kontraktowy „odpowiednik” przepisu prawnego. W węższym znaczeniu tego słowa pod pojęciem klauzuli umownej rozumie się jedynie taki fragment umowy, który ma charakter ustandaryzowany, powtarzalny i powszechnie spotykany w praktyce obrotu gospodarczego.

## Poszczególne klauzule umowne
- kara umowna
- klauzula efektywnej zapłaty
- klauzula negative pledge
- klauzula prorogacyjna
- klauzula salwatoryjna
- klauzula waloryzacyjna
- klauzula wyboru prawa
- zadatek
- zastrzeżenie własności

 Zapoznaj się z zastrzeżeniami dotyczącymi pojęć prawnych w Wikipedii.